# Cordes-Tolosannes
Cordes-Tolosannes ist eine französische Gemeinde mit 359 Einwohnern (Stand: 1. Januar 2022) im Département Tarn-et-Garonne in der Region Okzitanien (vor 2016: Midi-Pyrénées). Sie gehört zum Arrondissement Castelsarrasin und zum Kanton Beaumont-de-Lomagne (bis 2015: Kanton Saint-Nicolas-de-la-Grave). Die Einwohner werden Cordois genannt.

## Geografie
Cordes-Tolosannes liegt etwa 18 Kilometer westsüdwestlich von Montauban und etwa sieben Kilometer südsüdöstlich von Castelsarrasin an der Garonne. Umgeben wird Cordes-Tolosannes von den Nachbargemeinden Castelsarrasin im Norden und Nordwesten, Saint-Porquier im Nordosten, Escatalens im Osten, Bourret im Süden und Südosten, Montaïn und Labourgade im Südwesten, Lafitte im Westen, Garganvillar im Westen und Nordwesten sowie Castelferrus im Nordwesten.

## Geschichte
Die Bastide von Cordes-Tolosannes wurde 1270 gegründet. 

## Bevölkerungsentwicklung
| 1962                      | 1968 | 1975 | 1982 | 1990 | 1999 | 2006 | 2013 |
| 351                       | 351  | 316  | 292  | 249  | 256  | 257  | 336  |
| Quelle: Cassini und INSEE |      |      |      |      |      |      |      |

## Sehenswürdigkeiten
- Kirche Saint-Pierre et Saint-Paul
- Kloster Belleperche aus dem 13. Jahrhundert, Umbauten aus dem 18. Jahrhundert, Monument historique
- Mühle von La Théoule aus dem 15./16. Jahrhundert, Monument historique

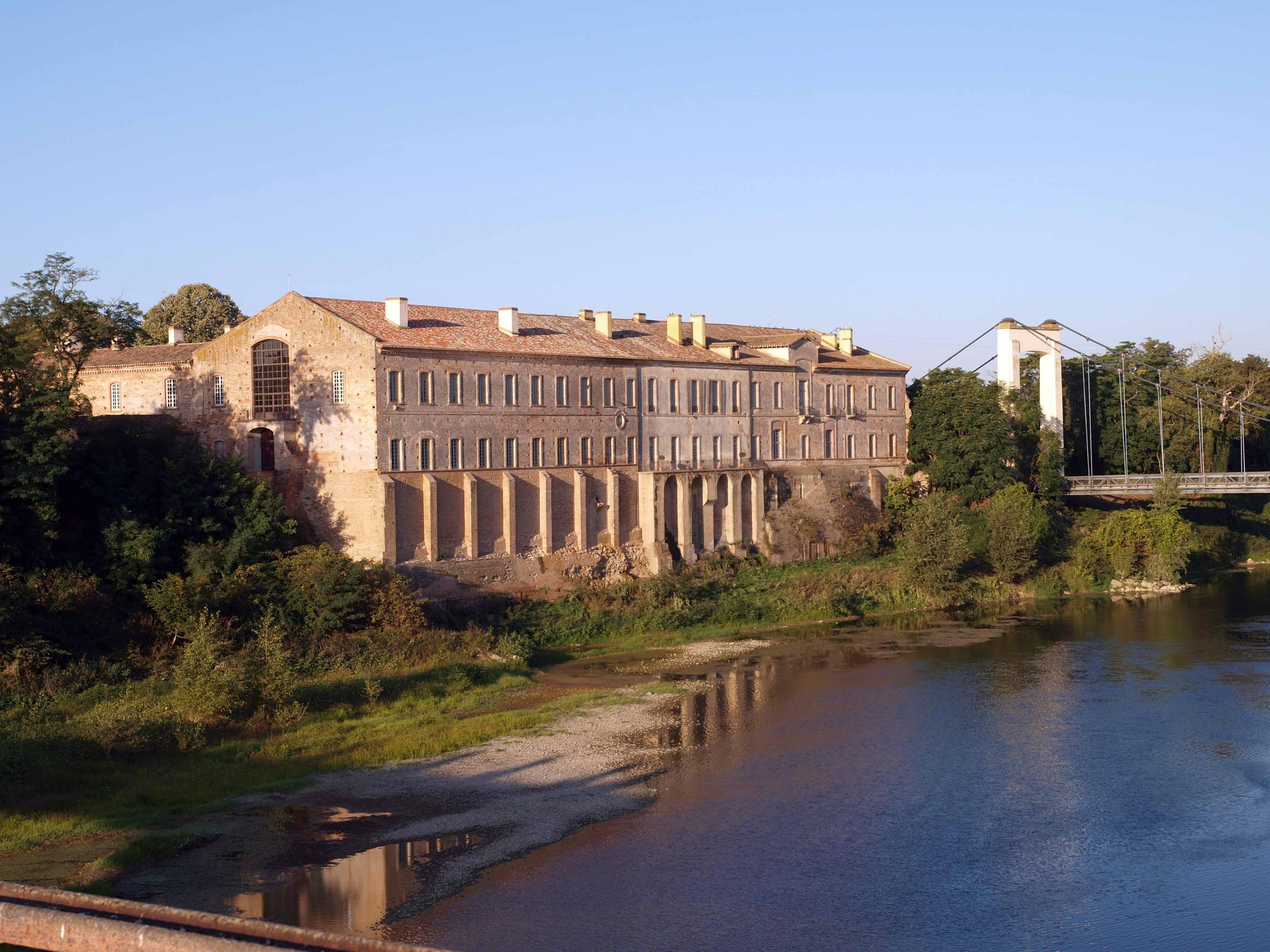
Kloster Belleperche
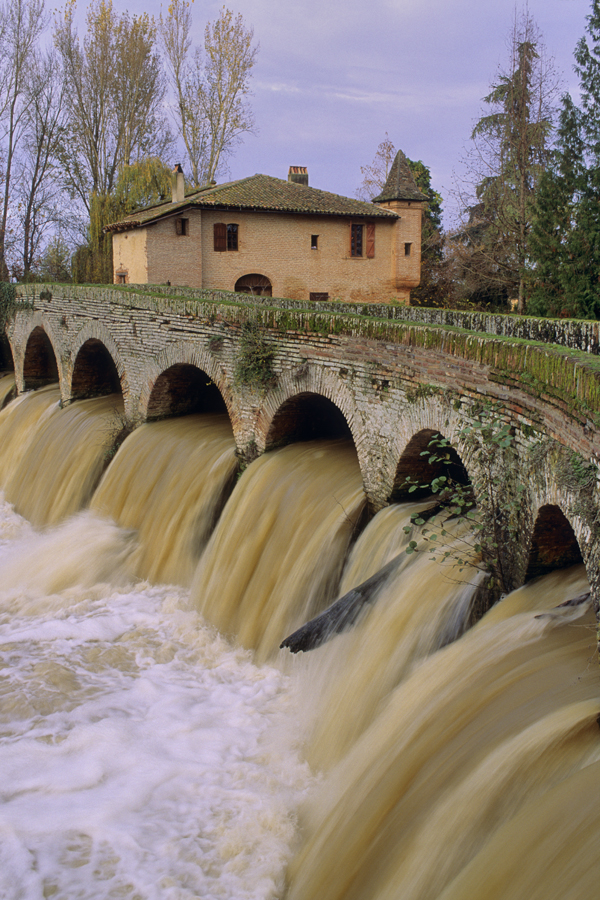
Mühle von La Théoule